# Hessy Levinsons Taft
Hessy Levinsons Taft (17 de mayo de 1934, Berlín) es una mujer judía que se popularizó como una bebé en una propaganda nazi, debido a que su fotografía ganó un concurso para encontrar «el bebé más hermoso de raza aria» en 1935. La imagen de Taft se volvió una de las más subversivas del siglo XX, cuando fue ampliamente distribuida por el partido Nazi en multitud de medios, como revistas y postales.
Los padres de Taft, Jacob Levinsons y Pauline Levine desconocían la decisión del fotógrafo de enviar la fotografía al concurso hasta que la foto hubo sido seleccionada como ganadora por el ministro de Propaganda del Reich, Joseph Goebbels.
Temiendo que los nazis descubriesen que la familia era judía, la madre de Taft informó al fotógrafo que ellos eran judíos. El fotógrafo le dijo a la madre, Pauline, que él sabía que ellos eran judíos y que envió la fotografía deliberadamente al concurso porque «quería ridiculizar a los nazis». En julio de 2014, Taft dijo al periódico alemán Bild «puedo reirme de eso ahora «pero si los nazis se hubiesen enterado de quién era en realidad, no estaría viva».
En 1938, su padre fue brevemente arrestado por las SS, mientras los nazis aún distribuían su imagen. En ese mismo año, la familia emigró a Francia y se estableció en París, luego se mudaron a Cuba, y de ahí a Estados Unidos en 1949. En 2014, Hessy Levinsons Taft fue profesora de química en St. John's University en Nueva York.